# 大衛·拿華路·柏度斯
大衛·拿華路·柏度斯（西班牙語：David Navarro Pedrós，1977年9月1日—），西班牙足球運動員，司職後衛，現時效力西班牙球會艾高干。

## 榮譽
- 華倫西亞
  - 西班牙足球甲級聯賽冠軍（2次）
    - 2001/02, 2003/04

  - 西班牙盃冠軍（1次）
    - 2008

  - 西班牙超級盃冠軍（1次）
    - 2004

  - 歐洲足協杯冠軍（1次）
    - 2003/04

  - 歐洲超級盃冠軍（1次）
    - 2004